# Заево (Нижегородская область)
За́ево — деревня в городском округе Семёновский. Входит в состав Тарасихинского сельсовета.

## Описание
Расположена в 5 км от административного центра сельсовета — Посёлка станции Тарасиха и 44 км от областного центра — Нижнего Новгорода.
| 2002 | 2010 |
| ---- | ---- |
| 25   | ↗34  |

Национальный состав
Согласно результатам переписи 2002 года, в национальной структуре населения русские составляли  100% из 25 человек.

## История
Образовалась в 1700 году, первоначально называлась Капустино и находилась гораздо выше, вблизи озера Старки, но из-за нехватки воды (она была расположена очень глубоко) в 1740 году деревня переселилась в низину, где был хутор купца Заева (отсюда и современное название), внизу было другое озеро, из него вытекала речка, которая проходила до деревни Лазаревка.
Крестьяне занимались хлебопашеством, сеяли рожь, овёс, гречиху и лён. Земли были песчаные, приходилось много удобрять навозом. Хлеба всем не хватало, приходилось закупать в других населённых пунктах. У немногих крестьян были деревянные сохи, плуги. Землю делили подушно на несколько лет, а сенокосные угодья делили каждый год по жребию. Обязательно держали скот. Зерно мололи на мельнице в деревне Успенье. В 1859 году в деревне 28 дворов и 94 жителя.
Зимой крестьяне занимались столярным делом, плели лапти, жгли угли, продукцию продавали на базаре в селе  Кантаурово. Собирались на посиделки, девушки пряли, а парни их развлекали. Крестьяне сами шили себе одежду, пряли на прялках, все работы делали вручную. Кормились за счёт собственного огорода, питались очень скромно. В церковь ходили на праздники и в воскресенье в Успенье.
Перед революцией деревня развивается. В 1916 году в ней 173 жителя, в 1925 году уже 209 жителей. В 1932 году в Заево организован колхоз, вступали в него неохотно. В 1941 на войну забрали 50 человек, вернулось только 12, в деревне появилось 2 эвакуированных семьи. По повестке сельского совета женщины и подростки работали в лесу, ездили рыть окопы. После войны мелкие колхозы объединились в колхоз им. Пушкина, который в 1976 году уже сам был объединён с колхозом "Дружба". Колхоз укрупнился, но из деревни всё чаще стали уезжать в крупные населённые пункты (Успенье, Тарасиха, Линда), так как молодёжи работать было негде, магазины закрывались. Если в 1977 году население составляет 128 человек, то в 1995 всего 45 человек, а в 2010 - 34 жителя. В настоящее время проживают почти одни пенсионеры, но имеется крестьянское хозяйство. В деревне установлен обелиск погибшим воинам в годы ВОВ.

## География
Деревня расположена на правом берегу реки Лазаревки.